# Шеки (Копер)
Шеки (словен. Šeki) — поселення в общині Копер, Регіон Обално-крашка, Словенія. Висота над рівнем моря: 170,5 м.